# 加藤泰済
加藤 泰済（かとう やすずみ）は、江戸時代後期にかけての大名。別名は泰重、泰定。伊予国大洲藩10代藩主。官位は従五位下・遠江守。

## 略歴
9代藩主・加藤泰候の長男として誕生。幼名は作内。
天明7年（1787年）、父の死去により跡を継ぐ。当時数え3歳という幼少での相続であったため、公的には天明元年（1781年）5月23日生まれとして届け出られた。幕命による公役の負担、藩で相次ぐ火災や大洪水による天災などにより、藩財政は大いに悪化した。このため倹約令を出し、家臣の知行削減を厳しく行なった。文政元年（1818年）頃には効果が現れて、藩財政は安定したといわれている。また、文武を奨励し、商礼条目制定による商業統制なども行なった。
文政9年（1826年）9月20日に死去し、跡を長男の泰幹が継いだ。享年42。法号は文竜院殿。墓所は東京都台東区松が谷の海禅寺。

## 系譜
- 父：加藤泰候（1760-1787）
- 母：知貞院
- 正室：保寿院 - 松平定信の娘
- 側室：妙相院
  - 長男：加藤泰幹（1813-1853）
- 生母不明の子女
  - 女子：松浦曜正室
  - 女子：栄子 - 中川久教の養女、中川久昭正室